# Kateryna Bajndl
Kateryna Ihorivna Bajndl (ukrainsk: Катерина Ігорівна Байндль (Козлова); født Kozlova den 20. februar 1994 i Mykolajiv, Ukraine) er en professionel kvindelig tennisspiller fra Ukraine. Hendes højeste placering på verdensranglisten var en 62. plads (februar 2018).